# Iwan Smirnoff

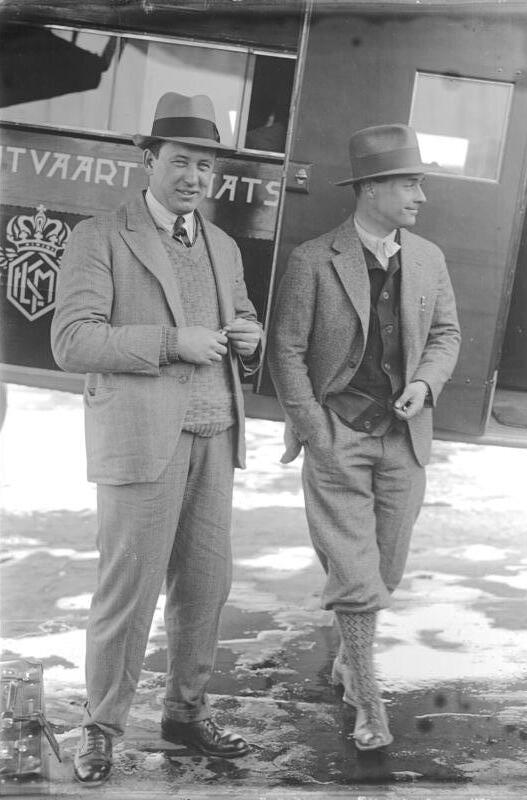
Iwan Smirnoff (links)

Iwan Smirnoff (Russisch: Иван Васильевич Смирнов, Ivan Vasiljevitsj Smirnov; Vladimir, 30 januari 1895 – Palma de Mallorca, 28 oktober 1956) was een Russisch-Nederlands verkeersvlieger bij de KLM in een periode waarin de KLM vele historische vluchten uitvoerde. Dit had tot gevolg dat ook de piloten een heldenstatus verkregen. Smirnoff is bekend geworden als de gezagvoerder van de beroemde kerstvlucht van de Pelikaan in 1933.

## Loopbaan
Iwan Smirnoff werd geboren in het tsaristische Rusland. Hij nam bij aanvang van de Eerste Wereldoorlog vrijwillig dienst in het Russische leger en ontving voor zijn daden in 1914 het Kruis van Sint-Joris. Vanwege zijn verwondingen ging hij zijn aandacht richten op de luchtvaart en behaalde hij zijn militair vliegbrevet in 1915. Hij wist als jachtvlieger twaalf overwinningen op zijn naam te zetten en werd daarmee de vierde aas van Rusland (achter Aleksandr Kazakov, Vasili Jantsjenko, Pavel Argejev (d'Argueff)).
Bij het uitbreken van de Russische revolutie vluchtte Smirnoff met twee lotgenoten via Vladivostok en vele andere plaatsen uiteindelijk naar Londen, waar alleen hij en Longin Lipski aankwamen. Zij kwamen in dienst van RAF tot het einde van de oorlog. Na de oorlog werkte hij eerst als instructeur voor Russische piloten in Engeland daarna besloot hij terug te gaan naar Rusland om Generaal Anton Denikin van het Vrijwilligersleger te helpen. Hij moest bij aankomst echter alweer halsoverkop vluchten voor het opkomende Rode leger. Hij vertrok weer naar Londen en had daar een baan als inkoper voor het Witte Leger en - na diens nederlaag - als vliegtuigmonteur bij Handley Page. In 1921 nam hij dienst bij het Belgische SNETA toen deze net het merendeel van zijn vloot in vlammen zag op gaan. Hij verhuisde naar de KLM. Op 23 oktober 1925 trouwde hij met de Deense actrice Margot Linnet. Drie jaar later werd hij tot Nederlander genaturaliseerd.
Bij de KLM werd hij beroemd als gezagvoerder van de Kerstvlucht van 1933 naar Nederlands-Indië. Deze postvlucht zou in eerste instantie uitgevoerd worden met de nieuwe Fokker F.XX PH-AIZ "Zilvermeeuw". Door een motorstoring was deze machine onbruikbaar. De enige machine die beschikbaar was, was de beduidend langzamere Fokker F.XVIII PH-AIP "Pelikaan". Albert Plesman besloot dat Smirnoff en zijn bemanning, bestaande uit tweede bestuurder Piet Soer, Marconist C. H. van Beukering en werktuigkundige J. Grosfeld, de vlucht dan maar met dit toestel moesten maken. Het lukte de bemanning om de vlucht in een recordtijd te volbrengen. Op 22 december 1933 werd Batavia bereikt. Op 26 december werd vertrokken voor de retourvlucht. Ondanks slecht weer op de terugweg werd de route nog iets sneller afgelegd en in de avond van 30 december 1933 landde de "Pelikaan" op een koud en mistig Schiphol waar meer dan 20.000 bezoekers waren toegestroomd om de bemanning te huldigen.

### Tweede Wereldoorlog
Tijdens de Tweede Wereldoorlog bleef hij zo veel mogelijk voor de KLM vliegen. Aanvankelijk op de lijn Napels - Nederlands-Indië, later vanaf Lydda naar Nederlands-Indië. Nadat Japan Nederlands-Indië binnen viel vloog Smirnoff evacuatievluchten naar Australië. Op 3 maart 1942 startte hij met de Douglas DC-3 met registratie "PK-AFV" voor een  evacuatievlucht uit Bandung. Vlak voor de kust van Australië werd het toestel aangevallen door drie Japanse Zero jagers die kort daarvoor een aanval op Broome in Australië hadden uitgevoerd. Smirnoff wist, ondanks dat hij door kogels geraakt werd in zijn armen en dij, het zwaar beschadigde toestel veilig op het strand te landen. Voordat ze werden gered overleden vier passagiers aan hun verwondingen.
Tijdens de rest van de oorlog vloog Smirnoff voor het Air Transport Command van de Amerikaanse legerluchtmacht, dat alle vliegtuigen van de KNILM overnam. Daarnaast testte hij verkeersvliegtuigen voor de KLM, voor als de oorlog ten einde kwam. Begin 1944 keerde Smirnoff terug naar Europa om daar te vliegen voor de KLM op de lijn Engeland - Lissabon.

### Naoorlogse Loopbaan
In 1946 zet hij weer voet op Nederlandse bodem. In 1947 stopte hij met actief vliegen en werd hij inspecteur bij KLM, zijn vrouw Margot kwam in dit jaar te overlijden en op 23 september 1948 hertrouwde hij met Mina Redwood. Beide huwelijken bleven kinderloos. In 1949 nam hij alsnog ontslag en daarna bracht hij zijn tijd door op Majorca.

## Onderscheidingen
- Kruis van Sint-Joris (4e, 3e, 2e klasse en 1e klasse met lauwertak)
- Sint-Jorisorde (Orde van Sint-George) 4e klasse
- Eervol Gouden zwaard van Sint-Joris (eresabel)
- Orde van Sint-Anna en eresabel
- Orde van Sint-Stanislaus
- Orde van Sint-Vladimir
- Ridderkruis van de Orde van de Witte Adelaar
- Croix de Guerre met Palm
- Ridder in de Orde van Oranje-Nassau
- Vliegerkruis op 23 april 1942[1]